# 石炭珠角石科
石炭珠角石科（学名：Carbactinoceratidae）为假直角石目的一个科。此科的模式属为石炭珠角石属(Carbactinoceras Schindewolf, 1935)。

## 下级分类
本科包括以下属：
- Aploceras d'Orbigny, 1850
- 石炭珠角石属 Carbactinoceras Schindewolf, 1935
- † 瑞诺角石属 Rayonnoceras Croneis, 1926